# Farma (reality show)
Farma (eng. The Farm) je reality show stvoren od švedske produkcijske kuće Strix. Emitirana u više od 40 zemalja, Farma je jedan od njihovih najboljih formata, uključujući Survivor, Bar i druge. U nekim zemljama šou producira Endemol, u suradnji sa Strixom.
Na Farmi u kuću ulazi skupina ljudi koji neko vrijeme žive zajedno. Natjecatelji rade kao normalni farmeri, bave se poljoprivredom i stočarstvom. S vremenom napuštaju kuću odlukom drugih stanara ili gledatelja.

## Farma u svijetu
- Baltičke države, na TV3
  - Estonija
  - Latvija
  - Litva
- Belgija
- Čile, La Granja, La Granja VIP i Granjeras, na Canal 13
- Kolumbija, La Granja, Tolima, na Canal Caracol
- Hrvatska , Farma prije na Nova TV, a sada na RTL-u
- Danska
- Francuska, La Ferme Célébrités, na TF1
- Grčka
- Mađarska
- Italija, La Fattoria, na Italia 1 i Canale 5
- Irska, Celebrity Farm na RTÉ One
- Libanon, Al Wadi, na LBC.
- Nizozemska, De Farm, na RTL
- Norveška, Farmen, na TV2
- Portugal, Quinta das Celebridades, na TVI
- Slovenija, Kmetija, na POP TV
- Španjolska, La Granja de los famosos, na Antena 3
- Švedska, Farmen, na TV4
- Turska, na ATV
- UK, The Farm, na Five
- Srbija, Farma,na TV Pink